# Горна
Го́рна, Гірна — річка в Україні, у Олевському й Рокитнівському районах Житомирської та Рівенської областей, ліва притока Студениці (басейн Прип'яті).

## Опис
Довжина річки 25 км. Висота витоку річки над рівнем моря — 178 м; висота гирла над рівнем моря — 162 м; падіння річки — 16 м; похил річки — 0,64 м/км. Формується з багатьох безіменних струмків. Площа басейну 119 км².

## Розташування
Бере початок на південно-східній околиці села Михайлівка. Тече на північний захід у межах сіл Комсомольське (колишнє Собичино) та Млинок. На північно-західній стороні від села Мушні впадає в річку Студеницю, праву притоку Ствиги.
У Словнику гідронімів України зазначена як притока Ствиги.

## Іхтіофауна Горни
У річці водяться щука звичайна, карась звичайний, окунь, пічкур та плітка звичайна.